# Абрамов, Константин Самуилович
Константин Самуилович  Абрамов (1859—1921) — русский военный  деятель, полковник  (1915). Герой Первой мировой войны.

## Биография
В 1878 году  после окончания гимназии вступил в службу. В 1882 году после окончания Тифлисского военного училища произведён прапорщики и выпущен в Навагинский 78-й пехотный полк. В 1884 году произведён в подпоручики, в 1888 году  в поручики, в 1899 году в штабс-капитаны, в 1900 году в капитаны, в 1908 году  в подполковники.

С 1914 года участник Первой мировой войны, штаб-офицер Апшеронского 81-го пехотного полка. В 1915 году произведён в полковники, врио командира Дагестанского 82-го пехотного полка. С 1916 года командир Ковровского 217-го пехотного полка. 13 октября 1916 года за храбрость награждён Георгиевским оружием: 
За то, что в бою 5-го июля 1915 года под д. Лопеник Русский временно командуя 82-м пехотным Дагестанским Его Императорского Высочества Великого Князя Николая Михайловича полком и находясь в боевой линии полка, отразил настойчивые атаки противника, несмотря на его численное превосходство и не уступил в течение целого дня своей позиции, чем и способствовал общему успеху по удержанию позиции по всему фронту дивизии
После Октябрьской революции 1917 года участник Белой армии в рядах ВСЮР.  В 1920 году взят в плен, в 1921 году расстрелян в Холмогорском концентрационном лагере.

## Награды
- Орден Святого Станислава 2-й степени (1902; Мечи к ордену 1916)[1]
- Орден Святой Анны 2-й степени  (1906; Мечи к ордену 1917)[2]
- Орден Святого Владимира 4-й степени (1914; Мечи и бант к ордену — ВП 03.11.1915)
- Орден Святого Владимира 3-й степени с мечами (ВП 13.01.1916)
- Георгиевское оружие (ВП 13.10.1916)